# Alec Potts
Alec Potts (19 febbraio 1996) è un arciere australiano.

## Palmarès

### Olimpiadi
- 1 medaglia:
  - 1 bronzo (Rio de Janeiro 2016 a squadre)